# Louis-François Lejeune

Bitwa pod Somosierrą

Louis-François Lejeune (ur. 3 lutego 1775, zm. 29 lutego 1848) – francuski baron, generał, malarz i litograf.

## Życiorys
Urodził się w Wersalu, rozpoczął studia w paryskiej Akademii Sztuk Pięknych, lecz w 1802 roku zgłosił się na ochotnika do wojska. Służył w oficerskim korpusie inżynierów, w latach 1800–1812 był adiutantem marszałka Berthiera. Brał udział w wielu kampaniach, m.in. pod Marengo i Wagram; po bitwie pod Borodino awansował na stopień generała brygady. W 1810 roku dostał się do hiszpańskiej niewoli, w pamiętnikach twierdził, że przeżył próbę rozstrzelania. Przekazany Anglikom Lejeune uciekł z Anglii do Francji (nie dotrzymał oficerskiego słowa honoru, którym gwarantował, że nie będzie próbował opuszczać Anglii), i w lipcu 1811 roku powrócił do służby. Był szefem sztabu I korpusu Davouta, gdy samowolnie opuścił armię, został aresztowany i oskarżony o dezercję. Wkrótce uwolniony od zarzutów, pełnił funkcję szefa sztabu XII korpusu Oudinota. Po odniesieniu ciężkich obrażeń w bitwie pod Hanau podał się do dymisji. W stanie spoczynku został dyrektorem École des Beaux-Arts w Paryżu i kustoszem muzeum w Tuluzie. Był kawalerem Legii Honorowej i orderu św. Ludwika.
Lejeune malował portrety i sceny batalistyczne. Jego obrazy nie cieszyły się długo powodzeniem, jednak bogactwo szczegółów i fakt, że namalował je bezpośredni świadek przedstawianych wydarzeń, podnoszą ich wartość historyczną. W muzeum w Wersalu poświęcono im osobną salę. Jego najpopularniejsze prace to Przejście przez Ren w 1795, Bitwa pod Piramidami, Bitwa pod Moskwą i Bitwa pod Somosierrą.
Generał Lejeune jest uważany za prekursora litografii we Francji. W 1806 roku poznał w Monachium wynalazcę litografii Alojza Senefeldera i później stał się popularyzatorem tej nowej techniki druku. W latach 1895–1896 opublikowano jego pamiętniki z okresu 1792–1813.